# 荀顗
荀 顗（じゅん ぎ）は、中国三国時代から西晋の政治家。魏・西晋に仕えた。字は景倩。豫州潁川郡潁陰県（現在の河南省許昌市）の人。荀彧の六男。

## 生涯
幼少時から姉婿の陳羣に才能を評価され、司馬懿からも「荀令君（荀彧）の息子だけのことはある」と認められた。性格は至孝、博学で見聞広く、思考は緻密だった。また、司馬駿との討論で名声を得た。
官歴は父の勲功によって任じられた中郎から始まる。散騎侍郎、侍中、騎都尉と歴任し、少帝曹芳の教育係を務めた。嘉平6年（254年）9月の曹芳廃位の上奏には、一員として名を連ねている。
曹芳が廃位され新帝曹髦が立つと司馬師に対し、地方に使者を派遣して徳を広めると共に情勢を調べるよう進言した。この進言は正元2年（255年）正月の毌丘倹・文欽の乱の発生、及び鎮圧へと繋がった。乱の鎮圧後は功績により万歳亭侯に封じられ、食邑400戸を領した。
司馬師が没し、弟の司馬昭が後を継ぐと、荀顗は尚書に遷った。甘露2年（257年）6月、司馬昭が諸葛誕の反乱鎮圧に向かうと、その留守を任された。
この頃、王沈・阮籍と共に『魏書』を編纂したが、時勢に配慮した内容で、後年の陳寿の『三国志』に劣ったと言われる。
甘露5年（260年）5月、曹髦が司馬昭の襲撃を図るが、逆に賈充の軍によって殺害される（甘露の変）。司馬昭は朝議を開いたが、太常の陳泰（陳羣の子）が出席しなかったため、荀顗に呼びに行かせた。荀顗は陳泰の元を訪れると、司馬氏に与することについて「世間の論者は私と叔父上（荀顗）を比較しますが、いま叔父上は私に及びません」と非難された。
まもなく陳泰が没すると荀顗がその後を継ぎ、尚書僕射・領吏部尚書となった。政務にあたっては清廉で、名と実を明らかにし、風俗を正した。
咸熙元年（264年）3月、司空・郷侯に昇進した。同年には諸制度が改革され、荀顗が礼儀を定め、賈充が法律を正し、裴秀が官制を改めた。母の喪に遭うと一度官を去ったが、命を落としかねないほど衰弱し、その孝養を称えられた。
泰始元年（265年）12月、魏から晋（西晋）への禅譲が成り、司馬炎が皇帝に即位。荀顗は臨淮公に進爵し、食邑1800戸を領した。さらに司徒を経て太尉に遷り、侍中・都督城外牙門諸軍事・行太子太傅などを兼任した。
泰始10年4月己未（274年6月19日）に死去。康公と諡された。子はなく、従孫の荀徽が後を継いだ。
『晋書』荀顗伝はその人柄について、「『三礼』に明るく儀礼に通じるが、筋道を質すような徳操を持っていない。荀勗と賈充の時代において阿っていただけ」と酷評した。皇太子司馬衷（後の恵帝）の妃に賈南風（賈充の娘）を「貞淑で品性の優れた婦人」と推薦したことも輿論の非難を浴びた。

### 三国志演義における荀顗
小説『三国志演義』では、司馬昭が嫡子の司馬炎と、庶子の司馬攸のどちらを後継にしようか迷っていた時、長幼の序から司馬炎を立てるよう進言した。